# Borneacris
Borneacris is een geslacht van rechtvleugeligen uit de familie Trigonopterygidae. De wetenschappelijke naam van dit geslacht is voor het eerst geldig gepubliceerd in 1941 door Ramme.

## Soorten
Het geslacht Borneacris  is monotypisch en omvat slechts de volgende soort:
- Borneacris mirabilis (Ramme, 1941)